# محمد حميران
محمد ذيبان حميران لاعب كرة قدم سعودي، يلعب في الظهير الأيسر في نادي الدرعية.

## مسيرة اللاعب
لعب في نادي بيش ونادي الفيحاء ونادي المجزل ونادي وج والنادي العربي ونادي الدرعية.